# Cyrtandra rarotongensis
Cyrtandra rarotongensis là một loài thực vật có hoa trong họ Tai voi. Loài này được Cheeseman mô tả khoa học đầu tiên năm 1901.